# Bramocharax baileyi
Bramocharax baileyi är en fiskart som beskrevs av Rosen 1972. Bramocharax baileyi ingår i släktet Bramocharax och familjen Characidae. Inga underarter finns listade.